# Tartine Mariol
Tartine Mariol (italien : Nonna Abelarda, littéralement grand-mère Abelarde), plus connue en France sous le nom de Tartine est un personnage de fiction créé par Giulio Chierchini dans sa série Renardeau en 1955 pour la revue Trottolino et rapidement repris par Giovan Battista Carpi (d'autres auteurs suivront ensuite).
Tartine est une grand-mère à la force herculéenne et à l'énergie sans limite dont le seul point faible est son cor au pied gauche. Assez maigre, portant un lorgnon, elle a un menton en galoche et un nez crochu ; ses rares dents — une en haut et une en bas — sont parfois visibles. Elle vit dans le royaume de Fantasia dont le roi est le gentil roi Toto II (Soldino en Italie) qu'elle protège de son oncle le duc de la Frite.
Ce personnage apparaît dès fin 1956 dans des publications francophones sous le nom Tartine Mariol — jeu de mots sur l'actrice Martine Carol, dû à l'éditeur Jean Chapelle.

## Les personnages
- Toto II : Roi de Fantasia
- le Duc de la Frite : le méchant qui veut le trône du roi Toto.
- Renardeau (Volpetto) : jeune personnage qui emploie Tartine comme gouvernante.
- Ministre la Bedaine
- Le Chat Attila : Chat de Tartine
- Le gorille Bongo : qui ne pense qu'à manger des bananes et s'exprime à l'aide de pancartes.

## Les auteurs
- Giovan Battista Carpi : créateur et auteur principal
- Giulio Chierchini : cocréateur
- Tiberio Colantuoni
- Sandro Dossi
- Luciano Gatto
- Nicola Del Principe
- Mario Sbattella
- Luciano Capitanio

## Les revues

### En Italie
En Italie, Nonna Abelarda est publiée dans diverses revues de l'éditeur Bianconi :
- Trottolino
- Volpetto
- Soldino Mensile
- Super Soldino

### En France
À partir de décembre 1956, la Société Française de Presse Illustrée (SFPI) publie Tartine dans :
- Arc-en-Ciel
- Presto

C'est Jean Chapelle, le directeur qui lui donne son nom français en référence à Martine Carol, actrice alors très populaire. Devant le succès du personnage, Tartine connait quantité d'autres supports, dont :
- Festival Tartine (74 numéros, 1961 à 1973)
- Tartinet (198 numéros, 1959 à 1970)
- Bimbo
- Amigo
- Zorro Poche
- Gogo Géant

Plusieurs albums sont édités entre 1970 et 1976 chez MCL Éditeur, un des nombreux éditeurs dépendant de Jean Chapelle.

## Tartine dans la culture populaire
En 1998, Yvon Étienne rend hommage à ce personnage dans la chanson Alertez les B.D. de son album Chroniques du Désordre.